# Lotus (álbum)
Lotus es el séptimo álbum de estudio de la cantante estadounidense Christina Aguilera, publicado el 9 de noviembre de 2012 por RCA Records y Sony Music Entertainment. El álbum incluye géneros musicales como el pop, dance pop, electrónica, leve influencia de rock y baladas con piano. Aguilera describió al álbum como un "renacimiento", inspirándose en los acontecimientos de su vida, su aparición en el programa de televisión The Voice y su divorcio. El álbum fue grabado en el estudio casero de Aguilera. Los críticos y la audiencia lo consideraron como el regreso de la artista después de dos años de ausencia en el ámbito musical como artista principal y en general después de colaborar en el éxito «Moves like Jagger» (2011), perteneciente a la banda Maroon 5, que llegó al número uno de las listas de varios países. Los créditos de Lotus abarcan a letristas y productores de alto prestigio, incluyendo a Sia Furler, Max Martin, Shellback, Alex da Kid, la misma Aguilera, entre otros.
Tras su lanzamiento, Lotus recibió reseñas mixtas de los críticos de música. Contó con una puntuación de 56 de 100, de acuerdo al sitio web Metacritic. La revista Rolling Stone sostuvo que el álbum perdió la oportunidad de conectar la música de Aguilera con su presencia en la televisión. El sitio web Fuse TV ubicó a Lotus dentro de los mejores cuarenta álbumes de 2012. Como parte de su promoción Lotus anticipó como primer sencillo a «Your Body», el cual se posicionó en el top 40 de las listas de países como Estados Unidos, Reino Unido, Canadá, Austria, Japón y Alemania, pero no pudo mantenerse por varias semanas dentro de los listados y bajó a tal punto de solo vender 10.000 copias para su segunda semana. El video musical ganó como el vídeo del año (2012) en Fuse TV. El segundo sencillo, «Just a Fool», es un dueto con Blake Shelton, su compañero del programa The Voice y alcanzó el puesto número 71 en el Billboard Hot 100, pero vendió más de 500,000 descargas en Estados Unidos. Aunque no fue lanzada como sencillo, «Let There Be Love» encabezó la lista Hot Dance Club Songs. En agosto de 2013, Aguilera publicó un video musical para «Let There Be Love» en su cuenta personal de YouTube y no en VEVO como se acostumbra. En ese mismo periodo Aguilera colaboró con el rapero cubano Pitbull en la canción «Feel This Moment», el cual alcanzó el top 10 en varios países. También participó con el mexicano Alejandro Fernández con el tema «Hoy tengo ganas de ti». Justo después del éxito de estas colaboraciones, RCA Records no quiso promover el álbum de Aguilera. Entonces la cantante publicó una carta dedicada a sus fanes promoviendo la autoestima y que no se decepcionaran.
Por su parte, el álbum debutó dentro del top 10 en los conteos principales de Canadá, Rusia y Suiza, pero descendió rápidamente de las listas. En los Estados Unidos, debutó y alcanzó la posición número siete del Billboard 200. lo que logró que Aguilera posicionara todos sus álbumes de estudio dentro de los primeros diez puestos de dicha lista. En cuanto al género del álbum, incluye canciones dance pop como «Your Body», «Army of Me», «Let There Be Love» y «Red Hot Kinda Love», baladas con piano como «Sing for Me» y «Blank Page», canciones con leve influencia de rock como «Circles» y «Cease Fire» y una canción con influencia al género country titulada «Just a Fool». Para la promoción del álbum, Aguilera se presentó en vivo en varios lugares, como en The Voice donde Aguilera era una de los jueces principales. El 18 de noviembre de 2012 se presentó en los American Music Awards donde realizó un popurrí del álbum Lotus, interpretando «Lotus Intro», «Army of Me» y «Let There Be Love». Al igual que su anterior álbum de estudio, Bionic, Lotus no contó con una gira que lo difundiera.
El álbum recibió algunas candidaturas en los premios World Music Awards, la que destaca World's Best Album por Lotus. La cadena E! Entertainment Television escogió a Christina Aguilera como unas de las mejores celebridades del 2012 gracias a su álbum Lotus y a su programa de televisión The Voice. Durante la promoción de este álbum Christina recibió el premio «People's Voice» en la ceremonia de los People's Choice Awards.  Por otra parte, la revista Time encargada por la cantante Céline Dion incluyó a Christina Aguilera como una de las cien personas más influyentes del mundo de 2013.

## Antecedentes

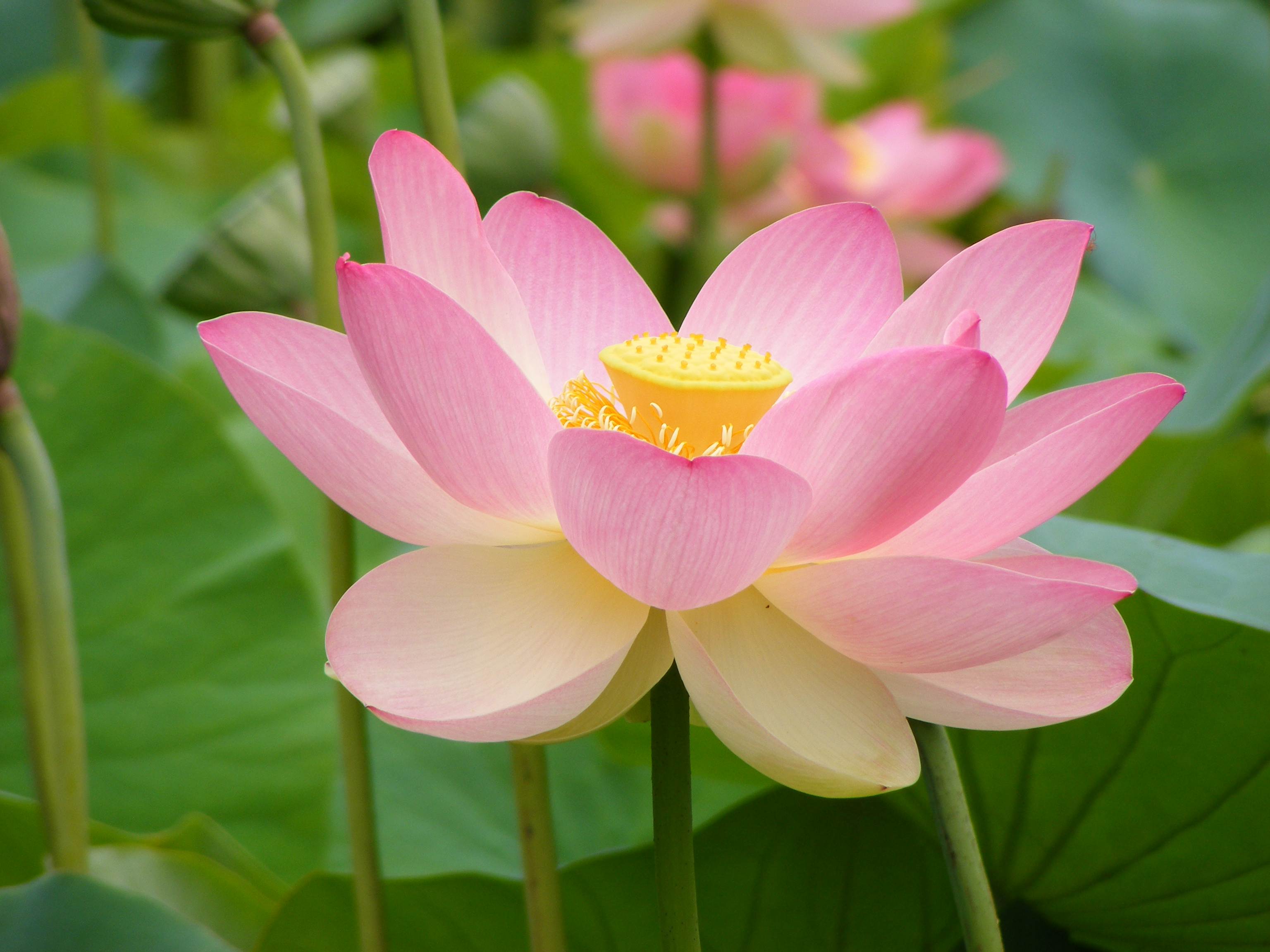
Aguilera nombró a su sexto álbum Lotus, en referencia a la flor de loto.

Previo al anuncio de Lotus, Aguilera había experimentado en 2010 un año difícil a nivel comercial y personal con el álbum Bionic. A finales de ese mismo año realizó el lanzamiento de la banda sonora de su película Burlesque y al año siguiente colaboró en el tema «Moves like Jagger» de la banda Maroon 5, que logró estar cuatro semanas en la primera posición del Billboard Hot 100.
Posteriormente anunció que tenía planes de grabar un nuevo álbum, declarando que la calidad era más importante que la cantidad y que quería buscar canciones personales para grabar. Aguilera realizó un Q&A (preguntas y respuestas) en Twitter el 12 de septiembre de 2012 donde consistía en que sus fanes le preguntaran sobre el nuevo material para ese entonces. Asimismo reveló la carátula frontal de del primer sencillo del álbum «Your Body» y que salía el viernes siguiente. Un día después publicó el título del álbum Lotus, y explicó el porqué del título del álbum que "representa una flor irrompible que sobrevive en las condiciones más difíciles y aun así prospera" y fue anunciado que el álbum seria lanzado el 9 de noviembre de 2012 por RCA Records.
Aguilera declaró acerca de este trabajo que:

«Este álbum es acerca de la auto-expresión y libertad», señalando además que «Hay muchas cosas que he atravesado personalmente en los últimos años y este álbum representa un renacimiento de mí. El álbum es acerca de la libertad y regresar a las raíces de quien soy yo y que me encanta hacer.»
Christina Aguilera.

En una entrevista para Billboard Magazine, Aguilera comentó adicionalmente acerca del título del álbum que:

«Este álbum representa una celebración de la nueva yo, y para mí los lotos siempre han representado esa flor irrompible que resiste las duras condiciones climáticas en su entorno, que resiste al tiempo y sigue siendo hermosa y fuerte a lo largo de los años. Una vez que pude escribir mis propias canciones, empezando con Stripped, intenté infundir tanto como pude para promover la fuerza e inspirar a la gente con este mensaje. Y ahora estoy en ese lugar a los 31, donde la última vez que me sentí de esta forma era cuando tenía 21 en Stripped y tuve mucho que decir y mucho que expresar.»
Christina Aguilera.

## Producción
Para la producción de este álbum, Aguilera trabajo con una gama de productores entre ellos Alex da Kid, Dem Jointz, Pillay, Jamie Hartman, Secon, Max Martín, Shellback, Aeon Manahan, Braide, Chin-Quee, Gilbert, Robson y Kelly, cabe mencionar que Aguilera ayudó en la producción de este álbum. Alex Da Kid, que fue el primero que se asoció con Aguilera para el año 2010 en la canción «Castle Walls» con T.I. en el álbum No Mercy, trabajó con Aguilera y Pillay componiendo en varias canciones de Lotus y con gran parte de la grabación, que tiene lugar de origen en el estudio casero en la mansión de Aguilera.

He trabajado con gente grande y más pequeño, y la gente más establecidos pueden quedar atrapados en su camino, y dicen que no están abiertos a la crítica, ella definitivamente tenía una opinión muy fuerte, pero ella va a ir con la mejor idea en la sala Eso es realmente raro que alguien que ha tenido tanto éxito.
Alex Da Kid.

Aguilera también trabajo con Max Martín, y comento sobre el:

Max es una leyenda en el negocio que se sabe acerca de mí (pop), pero no nos hemos cruzado y creo que cuando entré al negocio escuché su nombre con trabajos de  Backstreet Boys, N Sync y Britney Spears, si nos fijamos en lo que hice en el pasado después de mi debut, yo siempre trato de hacer cosas que me retan y desafían al oyente, también. ¿Podría haber trabajado 10 años? yo no estoy segura. Hemos tardado una década en el mismo negocio y mirando el uno al otro desde la distancia, por lo que para nosotros venir ahora juntos y respetarnos unos a otros de ética de trabajo y la forma en que nos gusta ser escuchados y hacer un matrimonio fuera de él, creo que «Your Body» es la mejor culminación de eso.
Christina Aguilera

Aguilera se sumerge en muchos géneros entre ellos el dance-pop como con «Your Body» y «Make The World Move», baladas de poder con piano («Sing for Me», y la colaboración con Sia «Blank Page») y canciones de empoderamiento («Army of Me», «Cease Fire»). El álbum también encuentra Aguilera trabajando con los nuevos colaboradores como Alex Da Kid, Sia Furler y Max Martín. Aguilera comentó sobre la canción «Army of Me», y su similitud con «Fighter» de su álbum de 2002 Stripped, en una entrevista para Billboard: "Hay una canción llamada «Army of Me», que es una especie de «Fighter 2.0» ya que hay una nueva generación de fans de un grupo demográfico más joven que podría no haber estado conmigo todo el camino, pero que me ven en el show ahora. Siento que cada generación debe ser capaz de disfrutar y tener su pedazo de «Fighter» dentro." Cuando el tracklist oficial fue anunciado, se reveló que Aguilera ha trabajado con dos de sus colegas de The Voice como Cee Lo Green y Blake Shelton.

## Arte del álbum
La portada fue comparada con el tercer álbum de Aguilera, Stripped (2002), ya que tanto en Stripped como en Lotus, Aguilera tapa sus pechos con su largo cabello rubio. En la portada de Lotus, se puede ver a Aguilera completamente desnuda cubierta por la luz que nace de una flor de loto. También se ha usado imágenes similares de Aguilera para la leve promoción del álbum, entre ellos un desnudo de la propia cantante.
Adentro del booklet, se puede apreciar varias fotos de Aguilera con pelucas de colores rosa y blanco, luciendo como "una popstar", así como las letras de las canciones.

## Lanzamiento y promoción

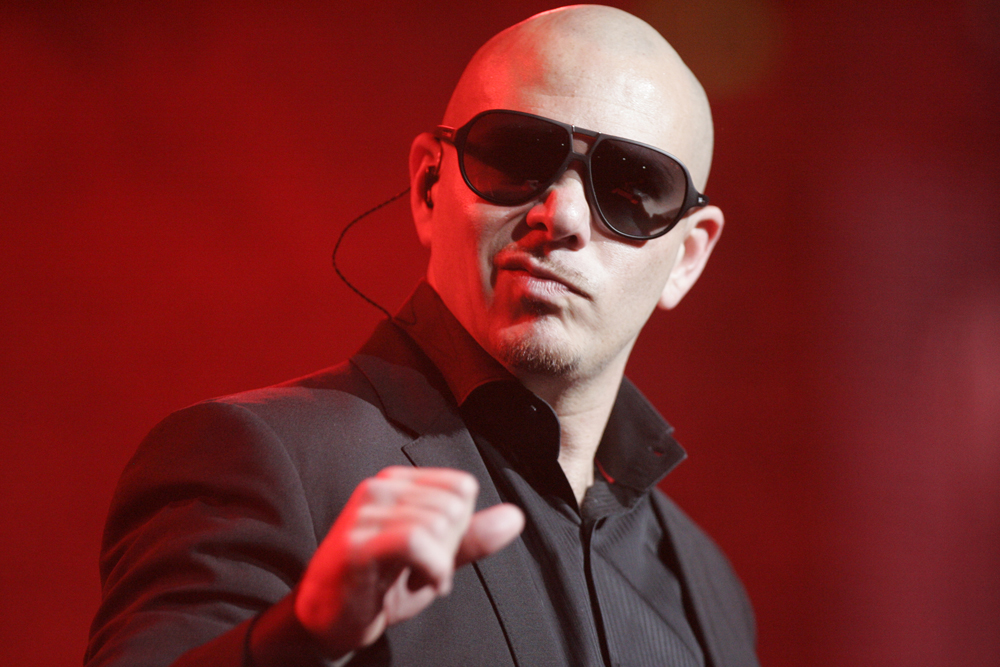
Justo después del periodo de la promoción del álbum Christina Aguilera se unió a Pitbull en la canción «Feel This Moment».

El 9 de octubre Aguilera anuncio los nominados a los American Music Awards 2012 donde también dio a conocer que participaría en dicha ceremonia para la promoción del álbum. A finales de octubre Aguilera organizó un evento para un review de «Lotus», como invitados fueron los grandes críticos de música de los Estados Unidos para dar su veredicto, siendo positivos.
Tras el lanzamiento del álbum Lotus, a pesar que la canción «Red Hot Kinda Love» no tubo ninguna promoción debutó en el número 5 en la lista de popularidad Gaon Chart de Corea del Sur en la semana del 11 a 17 de noviembre de 2012, debido a las ventas de descargas digitales de 20 433. A la semana siguiente se cayó al número 9, con unas ventas de 15 525. En su tercera semana, la canción vendió 10 467 copias alcanzando el número 21, y vendido 6 062 copias en su cuarta semana la caída de veinte lugares al número 41. «Red Hot Kinda Love» vendió 3 436 copias en su quinta semana, cayendo al número 93. En total la canción llegó a vender más de 56 000 copias en Corea del Sur. La canción «Make The World Move» debutó también en la lista de popularidad de Corea del Sur, en el número 88 durante la semana del 11 hasta 17 de noviembre de 2012, debido a las ventas de descargas digitales de 2 999. «Let There Be Love» no fue la excepción y debutó igual en la lista en el número 92 en la semana del 11 hasta 17 de noviembre de 2012 con ventas digitales de 2 945. Semanas después en los Estados Unidos, la canción «Let There Be Love» debutó en el número 44 en el Billboard Hot Dance Club Play, —al mismo tiempo otra canción de Aguilera titulada «Feel This Moment» colaboración de Pitbull debutó al mismo tiempo en dicha lista—. En su decimocuarta semana, «Let There Be Love» alcanzó el número 1 en la misma lista, Billboard Hot Dance Club Play, convirtiéndose en la canción más sonada en las discotecas de Estados Unidos. Además al alcanzar dicho puesto «Let There Be Love» se convirtió en la séptima canción de Aguilera en alcanzar dicho puesto junto con «Beautiful», «Ain't No Other Man», «Hurt», «Not Myself Tonight», «You Lost Me» y «Your Body», esta última proveniente del mismo álbum y primer sencillo de este.
Por otra parte, las mayorías de las canciones del álbum Lotus a parte de «Red Hot Kinda Love», «Make The World Move» y «Let There Be Love» hubo otras canciones del álbum que debutaron dentro del top 100 en la lista de Corea del Sur titulada Gaon Chart como fue el caso de «Blank Page» en el número 53 y fuera del top 100 debutaron «Lotus intro» en el número 165, «Army of Me» en el número 103, «Sing For Me» en el número 135, «Cease Fire» en el número 189, «Around the World» en el número 158, «Circles» en el número 160 y «Best of Me» en el número 172.

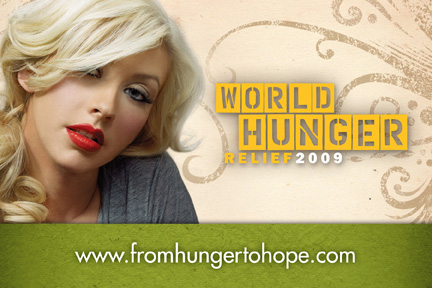
La cantante utilizó la canción «Light Up The Sky» para un comercial benéfico para ayudar a los necesitados en Ruanda.

Para promocionar el álbum Christina se ha presentado un total de tres veces en The Voice cantando «Let There Be Love», «Make The World Move» con Cee Lo Green y «Just a Fool» con Blake Shelton. En cada presentación, apariciones y entrevistas Christina luce diferentes mechones de colores en su cabello tales como rojo, azul, morado y rosado pálido. En octubre del 2012 hizo una aparición en The Tonight Show con Jay Leno donde se habló de su salida de The Voice y sobre el lanzamiento de Lotus, también fue invitada al programa Chelsea Lately con Chelsea Handler donde se habló de su forma de vestir, los estilos de cabello y sobre el lanzamiento del álbum. En su mansión en Beverly Hills Aguilera realizó Q&A (Preguntas y respuestas) donde reveló los detalles de su álbum, también dio exclusivas sobre el lanzamiento del álbum a Billboard. Se publicaron las imágenes promocionales y la carátula frontal de Lotus donde para el 13 de noviembre del mismo año sería publicado en los Estados Unidos y fechas cercanas alrededor del mundo.
A mediados de septiembre de 2013, tras un viaje de Aguilera hacia Ruanda, donde realizó una gira por varias obras de caridad junto con el Alto Comisionado de las Naciones Unidas para los Refugiados. Asimismo la cantante lanzó un vídeo-comercial benéfico para ayudar a la noble causa en el país antes mencionado y en dicho comercial aparece de fondo la canción «Light Up The Sky» del álbum.

### Presentaciones en vivo
El 13 de noviembre de 2012, Aguilera se presentó en su programa de canto The Voice donde funge como jueza, junto a su compañero CeeLo Green para interpretar la canción «Make the World Move». Aguilera se vistió al estilo de la reina de Francia María Antonieta y utilizó como intro el tono de la canción «Hips Don't Lie» de Shakira, misma que sustituiría a Aguilera como juez en la siguiente temporada del programa.

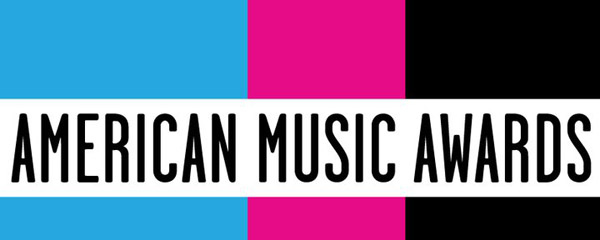
Christina Aguilera se presentó en los American Music Awards para interpretar un popurrí.

El 18 de noviembre del mismo año, Aguilera se presentó en los American Music Awards donde interpretó 3 canciones: «Lotus Intro» en la cima de una pirámide de humanos, la segunda «Army of Me» y luego «Let There Be Love» donde los bailarines llevaban en la cabeza letreros de anti-bullying palabras como "Gordo", "Perdedor", "Fracasado", entre otras palabras, Gloria Estefan se encargó de presentar este acto. Luego de la presentación de Aguilera, Pitbull para cantar «Don't Stop The Party» de su álbum Global Warming y al finalizar canto un pequeño pedazo de «Feel This Moment» y entró al escenario Christina Aguilera para acompañarlo al interpretar dicha canción, cabe mencionar que según MTV la presentación de Christina fue la mejor de la noche. Al día siguiente de dicha ceremonia Christina se presentó nuevamente en The Voice pero esta vez con su otro compañero Blake Shelton para interpretar «Just a Fool». El 20 de noviembre de mismo año Aguilera se presentó en The Voice cantando «Let There Be Love» junto con Dez Duron y Sylvia Yacoub que formaban parte del equipo de Christina en The Voice, al principio de la presentación jugaron a intercambiar los papeles donde Aguilera era la concursante mientras ellos eran los jueces en las audiciones y tenían que apretar el botón para "escogerla" y así seguir cantando con ella, Christina estaba luciendo un cabello corto arriba de los hombros con puntas de color negro. El 7 de diciembre Aguilera se presentó en The Ellen Show para interpretar «Just a Fool» junto a Blake Shelton nuevamente. 

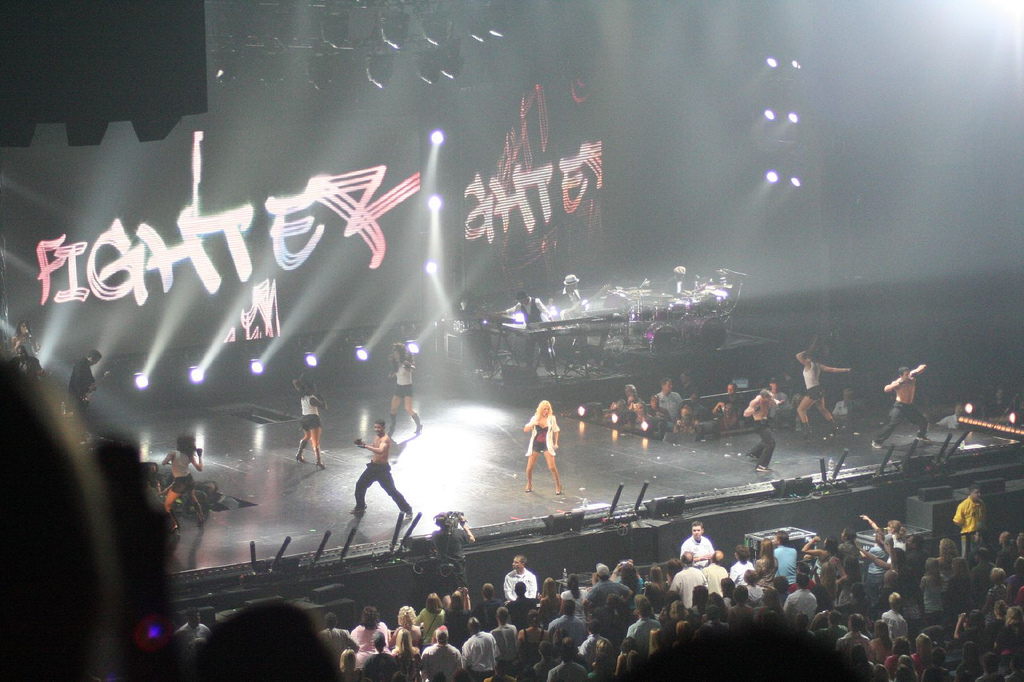
Christina Aguilera interpretando «Fighter» canción que es comparada con «Army of Me» por su letra de fortaleza.

El 9 de enero del 2013 tuvo una presentación en los People's Choice Awards 2013 donde canto la balada «Blank Page» de su álbum en promoción, Lotus. Y el escenario se llenó de velas blancas, un piano y en galardonándose con la potente voz de Aguilera. Al final de esta presentación Christina Aguilera recibió un reconocimiento el cual se lo brindó el público "People's Voice" (en español: La voz del pueblo o La voz de la gente).
Christina expresó palabras de aliento a aquellas personas que se sienten deprimidos y solos:

Las personas que se sienten solas o rechazadas pueden sentirse escuchados, los niños que se sienten intimidados o perdidos recuerden que ustedes tienen una voz, y se debe utilizar la voz para sobrevivir y perseverar.
Christina Aguilera

Al día siguiente de dicha presentación en los People's Choice Awards 2013 el álbum Lotus escaló 35 posiciones en Billboard 200 subiendo sus ventas del mismo álbum, y en ventas en la canción «Just a Fool».

## Música y letras
El álbum consta de 13 canciones para la edición estándar y cuatro pistas adicionales para la edición de lujo, a lo que suman 17 canciones en total. En cuanto a las letras, está inspirado por todo lo que ha pasado Aguilera en los últimos años, desde los altibajos del 2010 como el fracaso comercial de su álbum Bionic, su divorcio de Jordan Bratman y el acoso de los paparazzi, hasta los mayores éxitos como Burlesque y The Voice.
Musicalmente, Lotus incorpora los géneros pop, dance pop, electrónica, leves influencias de rock y baladas con piano. El álbum abre con «Lotus Intro», una canción electrónica compuesta por Alex da Kid, que anteriormente ya había trabajado con Aguilera con la colaboración de «Castle Walls». En cuanto a su letra, habla de una probada del álbum y de como va superándose poco a poco en el ámbito musical, también hace referencia a la flor de loto, una estrofa famosa de la canción dice: "Al cielo, me levanto / Extiendo mis alas y vuelo / Dejó atrás el pasado / Y digo adiós a la niña asustada en mi interior / Yo canto a la libertad, y por amor / Miro a mi reflejo / Disfruto de la mujer que me he convertido / El loto inquebrantable en mí / Ahora soy libre". La segunda pista, «Army of Me», es considerada por la misma Aguilera como una segunda parte de su sencillo «Fighter» (2003), por su letra de fortaleza. Musicalmente, presenta los géneros dance pop y eurodance. Unas líneas de la canción dice: "Pensaste que me verías desaparecer / Cuando me rompiste en pedazos / Pero le di a cada pieza un nombre". El tercer tema, «Red Hot Kinda Love», es una canción muy fresca y alegre y se podría considerar como «Monday Morning» de su álbum Bionic. Incorpora los géneros dance pop, electro, hip hop y R&B. En cuanto a su letra, habla sobre un enamoramiento accidental y cómo Aguilera intenta impresionar al hombre al que le coquetea. La cuarta pista, «Make the World Move», es una canción dance con influencias de soul y R&B, y es una colaboración junto a su compañero de The Voice, CeeLo Green. Líricamente, es una canción de actitud positiva y habla de como apoderarse del mundo. El quinto tema y primer sencillo del álbum, «Your Body», fue producido por Max Martin y Shellback e incorpora los géneros dance pop, electropop y R&B. Muchos críticos de música no la consideraron como la mejor del álbum como para lanzarla de primer sencillo, y en cuanto a su letra se basa a la sexualidad como en «Dirrty» y/o «Not Myself Tonight». Una estrofa de «Your Body» dice: "Oye chico! / No necesito saber donde has estado / Todo lo que necesito conocer es a ti / No hay por qué platicar", a lo que sigue "Así que ni me digas tu nombre / Todo lo que necesito saber es lugar de quien es / Vayamos a dar un paseo…". La sexta pista, «Let There Be Love», también fue producida por Max Martin y Shellback, es una canción dance pop con influencias de música electrónica y trance, en cuanto a su letra, habla del amor en forma dulce y tranquila. Unas líneas de la canción dice "Deja que, deja que haya amor / Aquí en la, aquí en la oscuridad / Encendiendo, encendiéndome". El séptimo tema, «Sing for Me», es una balada y la primera del álbum, su instrumentación consiste en un piano y cuerdas, líricamente, habla sobre como Aguilera nació para cantar y según la intérprete, está dedicada hacia sus fanes.  Unas líneas dice "A veces cuando estoy sentada en mi cama / Sintiéndome tan tan sola / Deseando que alguien me abrase / Todo lo que tengo son tres pequeñas notas sonando en mi cabeza", asimismo también con esta línea que dice: "Recibo disparos al corazón, pero ¿quién soy yo para darme por vencida?". La octava pista, «Blank Page», es la segunda balada del álbum, la canción es simple y la acompaña un piano, junto con la poderosa voz de Aguilera, su letra habla sobre el arrepentimiento, la disculpa y hacer la paz.

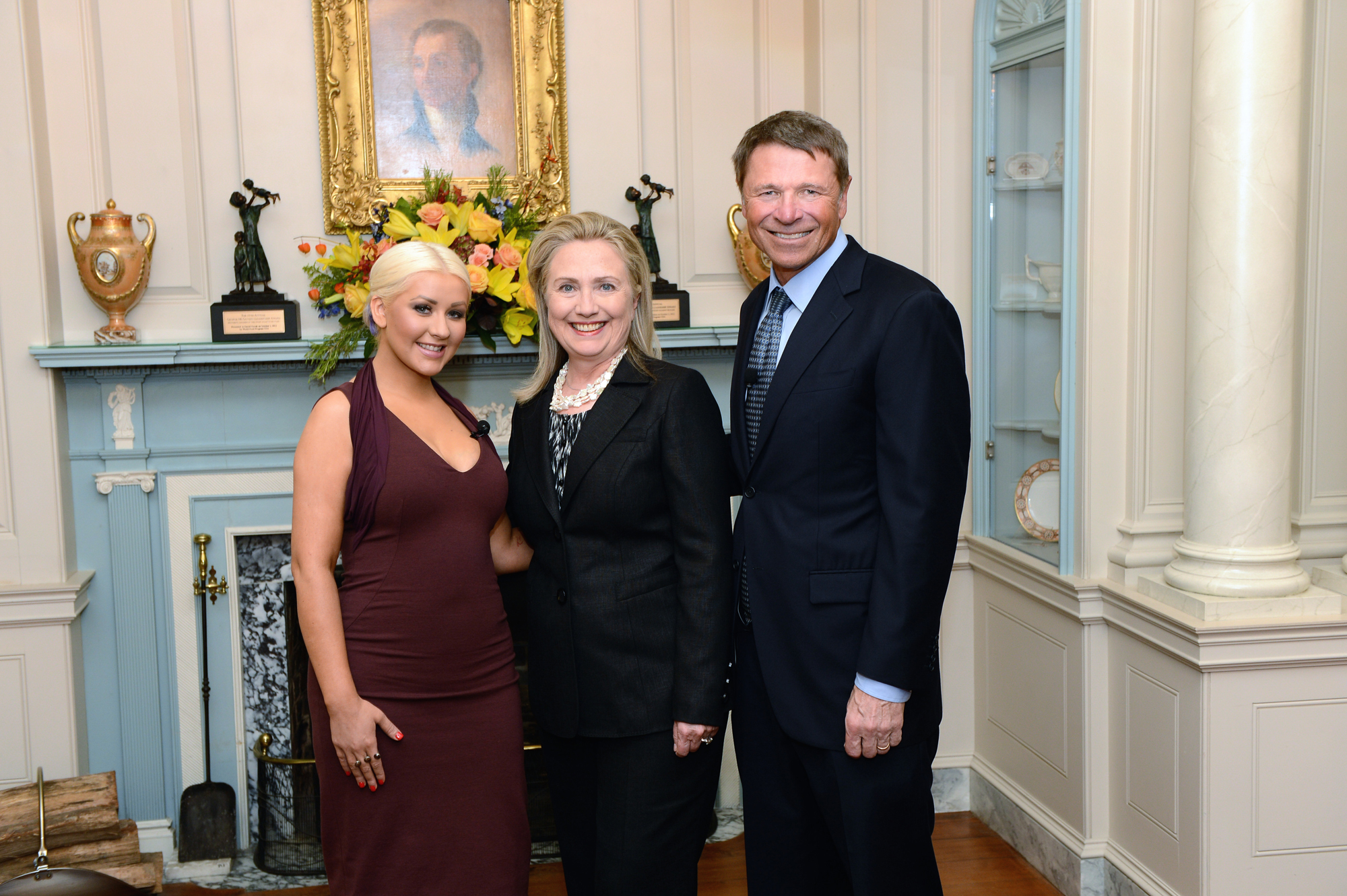
Aguilera explicó que «Cease Fire» fue inspirado después de visitar algunos países con el Programa Mundial de Alimentos. De hecho, ella ganó un premio por Hillary Clinton (centro) y David Novak (derecha) por sus destacadas contribuciones a la pena.

El noveno tema, «Cease Fire», es una canción con tintes de rock e incorpora también música electrónica. Su letra es simpática que dice traducida al español "Amor, detén el fuego, tira tus armas al suelo, estoy de tu lado, por favor, detén el fuego, haz que pare". En un comentario pista por pista, Aguilera explicó acerca de la idea de «Cease Fire», diciendo: "Cease Fire es muy cinematográfica, y es un acercamiento, tanto con la alta energía, grandes, enormes tambores y monstruosas que, más o menos de, conducir a lo largo de todo el disco, con lo que los tambores que marchan. Siempre he imaginado esta canción, más o menos, siendo una inspiración en una banda sonora y tiene que estar en una". Aguilera también comentó que la canción fue inspirada por su trabajo con el Programa Mundial de Alimentos, sobre todo cuando estaba de visita en Guatemala y Haití, comentando lo siguiente:

"Encontré la inspiración de ella con mi trabajo con el "Programa Mundial de Alimentos" y ser la embajadora de "World Hunger", representándolos en el trabajo con la ONU y entrar en los campos en Guatemala, Haití y experimentar cosas que ocurren y la devastación y el sufrimiento que eso ocurra, y las historias que se escuchan, incluso fuera de "World Hunger" como un problema mundial, por lo que "Cease Fire" tiene un significado muy profundo, sorprendente, hermosa pista, cinematográfico, pero es una llamada para la pieza "
Christina Aguilera

La décima pista del álbum, «Around the World», es una canción pop con influencia de ragga. En su letra, Aguilera habla que quiere hacer el amor con alguien en diferentes lugares alrededor del mundo, como Hollywood y Japón, además de que también se menciona la famosa frase en francés del éxito de Aguilera de 2001, «Lady Marmalade», que dice "Voulez-vous coucher avec moi, ce soir?" (en español: ¿quieres acostarte conmigo esta noche?). Una estrofa de la canción dice: "Esta noche quiero ser tan salvaje y exótica / Nene, exploremos / Imagina todo lo que podríamos hacer en una noche". El undécimo tema, «Circles», es una canción única en el álbum por sus sonidos extraños, musicalmente presenta influencias del género rock alternativo. La voz de Aguilera suena distorsionada en partes. Su letra es explícita y está dedicada a sus detractores, a lo que dice "Da vueltas en círculos en mi dedo medio" y constantemente, Aguilera menciona la palabra "motherfucker" (en español: hijo de p*ta). La duodécima pista, «Best of Me», es una balada acompañada por una guitarra, y un quiebre a segundos de terminar la canción. Su letra habla sobre una relación amorosa fallida y como no permitir que otros te derriben. El decimotercer y último tema de la edición estándar, «Just a Fool», es una balada que tiene influencia al género country y es un dueto con su compañero de The Voice, Blake Shelton, líricamente habla sobre el dolor de una ruptura y se ha convertido en unas de las canciones más aclamadas del disco. Una estrofa de «Just a Fool», dice: "Tenía mi corazón puesto en ti / Pero nada más hiere como tú / Quién iba a saber que el amor era tan cruel".
La edición de lujo del álbum contiene cuatro pistas adicionales. La primera de estas y la decimocuarta en general es «Light Up The Sky», una balada que tiene como lírica la fortaleza y superación entre dos personas. Una de las estrofas dice: "Somos las estrellas en el cielo / Somos la luz en la oscuridad tu y yo / Somos un destello en la noche / Nunca brillamos tanto", otra estrofa dice: "Ahora tenemos alas, podemos volar / Podemos ser los reyes tu y yo / Seca las lágrimas de tus ojos / Iluminamos el cielo". La segunda canción de la edición de lujo y la decimoquinta en general, «Empty Words», es una balada que habla literalmente de la forma de expresarse de las personas y las consecuencias de este. Unas líneas de la canción dice: "Lo más gracioso de lastimar a la gente es que tienden a lastimar a la gente" a lo que sigue "Lo más gracioso de las mentiras es que son solo mentiras", y termina la canción con la fresa "Así que sigue adelante y di las cosas que quieres decir / Sabes que solo estas lanzando palabras vacías a mi camino". La tercera pista adicional y la decimosexta en general es «Shut Up», es una canción con ritmo dance, explicita en la letra y habla de alguien que le fastidia que hable de uno mismo, y comienza con la frase "Tienes algo en contra mía, baby ¿no es así?, nunca me ha importado ni la mitad de la m*erda que sale de tu boca", unas cuantas líneas después dice "Así que, ¿Por qué no te callas, solo cállate de una p*ta vez?", y termina la canción con la línea siguiente "Sigues dándole, dándole, dándole, dándole cuerda a tu boca / ¿Podrías, por favor, callarte, callarte de una p*ta vez?". La cuarta canción de la edición de lujo y la última en general es una versión remix del primer sencillo del álbum, «Your Body», que fue realizada por el DJ neerlandés Martin Garrix y está bajo la producción de Max Martin y Shellback.

## Portada y contraportada

La cadena televisiva VH1 escogió a la portada de Lotus dentro de una lista de las 30 portadas más ardientes de todos los tiempos.

El fotógrafo de moda para las celebridades Enrique Badulescu fotografió la portada y la contraportada del álbum Lotus. Aguilera se desnuda en la portada, con el pelo largo y rubio cubriendo sus pezones, mientras sus partes íntimas son una sombra de una luz blanca y ella extiende sus brazos que salen de una flor de loto. De acuerdo con Jocelyn Vena de MTV News, "La foto ciertamente trabaja con su portada de arte para su sencillo «Your Body», que cuenta con la cantante desnuda y cubierta solo por una escarpada de tela rosa". Byron Flitsch de MTV Buzzworthy "quedé impresionado con la presentación, por escrito, todo bastante hermoso para chica bella del mundo en una sola viñeta: un amanecer, una flor que se abre, y el pelo más impecablemente condicionado para nosotros que hemos visto. Sobre la base de la perfección esta cubierta álbum, creemos que es más o menos un hecho que cada canción dentro se ajustará al ritmo épico y puro". JusMusic de Medley Mag escribió que "Aguilera oosa desnuda para la angelical portada, un visual que es seguro para atraer a los aficionados y seguidores". Tifanny Lee de Yahoo! Music dijo que "la cantante parece ser ella misma con la limpieza de su alter ego abiertamente obsceno 'Xtina' con un nuevo disco, una nueva mujer sexy y una luz celestial, muy estratégicamente colocados". Antoniette Bueno de The Insider escribió que "después de todo el debate sobre su figura curvilínea en los últimos tiempos, claramente ella está haciendo una declaración que está orgullosa de su propio cuerpo y no se avergüenza de mostrarlo!.... ¿Es esto una vuelta a sus días de Stripped (2002)?". Emily Exton de Exton of Pop escribió que "el arte del álbum es la realidad de los sueños para todos los hombres que vieron «Genie in a Bottle», cada noche antes de acostarse, con solo sus extensiones largas, el pelo blanco-rubio y pétalos a la altura de pie entre ellos y un lugar feliz". Sam Lansky de Idolator expresó: "Por un lado, el pelo, el maquillaje y el cuerpo de curvas están retocados. Por otro lado, está canalizando en la despojada era de Xtina (Stripped) con el topless que luce en la portada de su disco Stripped de 2002 que cubre los senos igualmente. Igualmente en esta portada emergiendo seductora de un pálido rosa flor de loto como una parodia pastel del Nacimiento de Venus".
A mediados del 2013, el sitio web de la cadena VH1 incluyó la portada de Lotus dentro de la lista "30 hottest and sexiest album covers of all time" (en español: 30 portadas de discos más sexys de todos los tiempos) en el número 25, cabe señalar que también escogió a la portada de su álbum del 2002 Stripped en el número 12.

## Sencillos

### «Your Body»

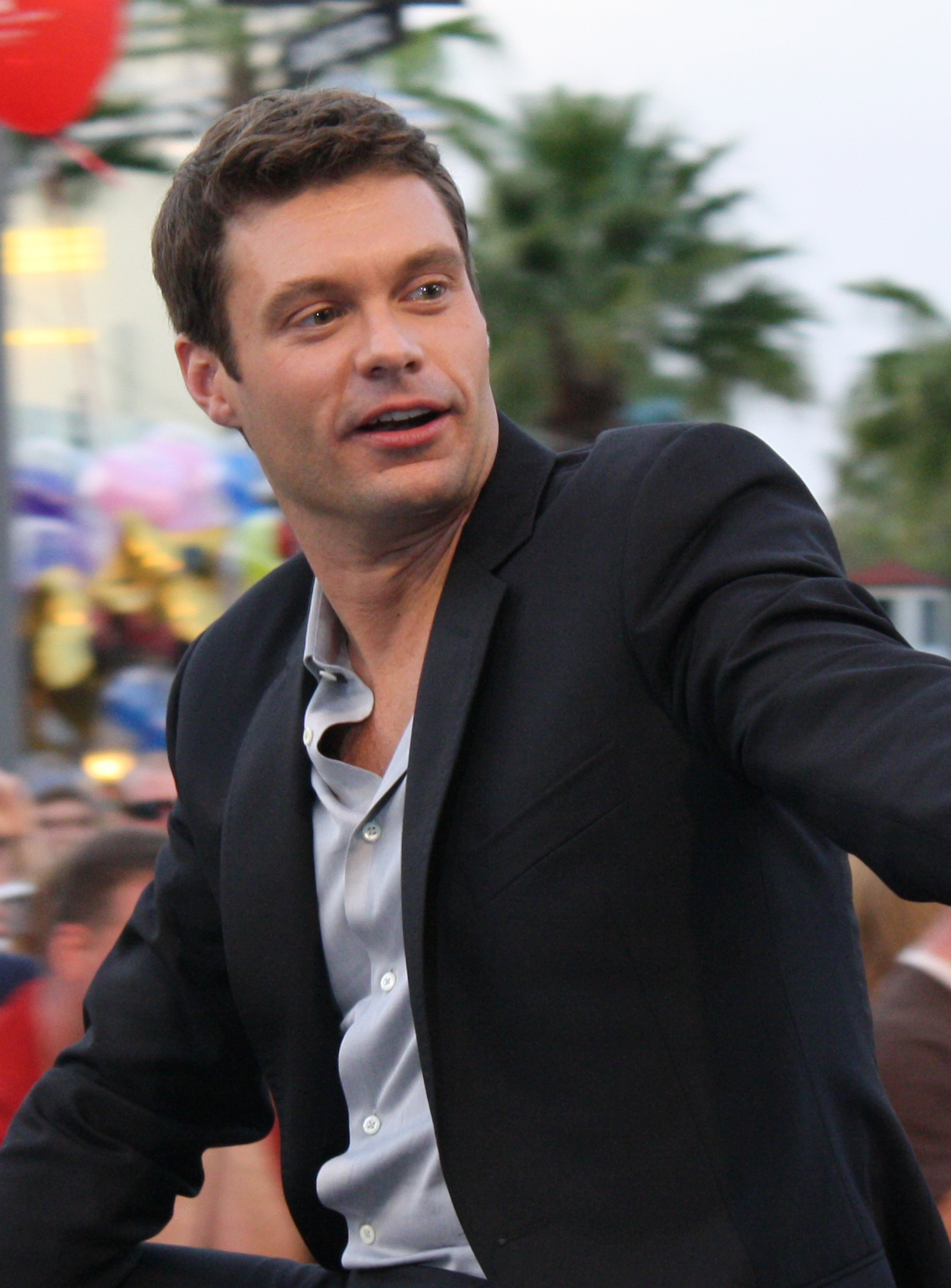
El primer sencillo del álbum se estrenó en el programa de radio de Ryan Seacrest, KISS FM.

«Your Body» fue lanzada como el primer y único sencillo del álbum el 17 de septiembre de 2012. El 12 de septiembre del mismo año Aguilera reveló detalles acerca del álbum y la canción incluyendo la portada del sencillo a través de Twitter. RCA Records estrenó la canción en Ryan Seacrest y en la radio el 14 de septiembre y estuvo disponible para comprar en línea tres días después, la canción también fue enviada a la radios Mainstream Top 40 y Rhythmic el 18 de septiembre. La canción recibió críticas muy positivas por parte de los críticos musicales llamándola pegadiza, sexy, y sensual al mismo tiempo, y elogiaron a Aguilera por usar el talento que Dios le dio y mejorar cada vez más su voz. La canción «Your Body» vendió en su primera semana un poco más de 103 000 copias alcanzando la posición número 10 en Digital Songs en Billboard, debutó en el número 34 en Billboard Hot 100 y número 10 en Canadá en el conteo Canadian Hot 100. Después de unas cuentas semanas logró ubicarse en el número 1 de la lista Billboard Hot Dance Club Play de las canciones más sonadas en los antros/discotecas de Estados Unidos que junto con esta canción logró tener cinco sencillos consecutivos en el Top 10 junto con «Keeps Gettin' Better», «Not Myself Tonight», «You Lost Me» y «Moves like Jagger», alcanzando el número 7, 1, 1 y 9 respectivamente. Además Christina llevaba seis sencillos en el número 1 en dicha lista para ese entonces con «Beautiful», «Ain't No Other Man», «Hurt», «Not Myself Tonight», «You Lost Me» y «Your Body». En el continente Asiático como en Líbano y Corea del Sur la canción alcanzó el número 6 en la lista The Official Lebanese Top 20 y Gaon Chart respectivamente, y después de unas cuantas semanas «Your Body» se posicionó en el número 17 del conteo más importante de Japón en Japan Hot 100. En otros lugares, como en Reino Unido, el sencillo debutó y alcanzó el puesto número 16 en la lista UK Singles Chart, convirtiéndose en su más bajo-trazado solo desde el año 2007 con «Candyman» (que alcanzó el puesto número 17), En Austria, el sencillo debutó y alcanzó el puesto número 19 en la lista Top 40 Ö3 Austria, en la semana del 19 de octubre de 2012, convirtiéndose en su undécimo top veinte en solitario.
En muchos países europeos, la canción sólo logró llegar a la cima cuarenta. En Suiza y España, la canción debutó y alcanzó el puesto número 22 en la lista de singles de Suiza y la lista de singles de España. En Nueva Zelanda, la canción tuvo menos éxito, debutando en el número 35, subiendo al número 34 en su segunda semana. La canción volvió a entrar en el número 36 y alcanzó el puesto número 33, y paso 5 semanas en la lista.
El vídeo musical fue dirigido por Melina Matsoukas y fue grabado entre el 20 y 21 de agosto de 2012 en Los Ángeles California, fue estrenado el 28 de septiembre de 2012 y se convirtió en el vídeo más visto en YouTube en sus primeros días, además alcanzó el puesto número 2 en iTunes USA durando 3 semanas en el top 10. El vídeo musical de «Your Body» se catalogó como El vídeo del año por Fuse TV, donde la competencia constó de seis rondas y por votaciones del público. La primera parte compitió contra «Part of Me» de Katy Perry, la segunda parte con «Where Have You Been» de Rihanna, la tercera con «Give Your Heart A Break» de Demi Lovato, la cuarta con «What Makes You Beautiful» de One Direction, la quinta con «We Are Young» del grupo Fun y la sexta y última compitiendo nuevamente con Katy Perry y el vídeo de «Part Of Me», aunque los había vencido en la primera ronda volvieron a la competencia porque a si lo marcaba el reglamento, pero esto no impidió para que «Your Body» fuera galardonado como El vídeo del año. En una encuesta tomada por la revista Billboard para encontrar a la mejor canción del momento «Your Body» ganó contra «Diamonds» de Rihanna, «Begin Again» de Taylor Swift y «Die Young» de Kesha. Por otra parte, la canción obtuvo candidaturas en los premios World Music Awards en las categorías Mejor Vídeo y Mejor Canción.

## Sencillos promocionales

### «Just a Fool»
«Just a Fool» es un sencillo promocional solo para los Estados Unidos, recibió reseñas positivas de los críticos de música, entre ellos destacaron que es una balada de country preciosa, la potente voz de Aguilera, entre otros comentarios positivos. También elogiaron a la colaboración con Blake Shelton, argumentando que Aguilera escogió al socio perfecto para la canción. El diario neoyorquino New York Times lo describió como un "dueto sorprendentemente cálido". Mientras que la revista Billboard argumentó que Aguilera es una cantante con "C" mayúscula.
El tema no contó con un vídeo musical, pero se ubicó en el número 71 de la lista Billboard Hot 100 y 37 en Canadian Hot 100. La canción también debutó en el número 40 en el Adult Pop Songs en la semana del 29 de diciembre de 2012, y alcanzó el número 29 en la misma lista. Semanas después alcanzó el número 27 en Adult Contemporary para la misma revista, amabas listas de los Estados Unidos. Hasta el 12 de junio del 2013, vendió 501.140 copias en los Estados Unidos.
A principio la canción iba ser incluida en el álbum de la cantante Pink, pero finalmente la cantante la rechazó. Después paso ser para el cantante Adam Lambert pero sucedió lo mismo y la rechazó porque no concordaba con la temática de su álbum. Finalmente pasó a formar parte del álbum Lotus de Aguilera e invitó a su compañero del programa de canto The Voice, Blake Shelton.

### «Let There Be Love»

Christina Aguilera logró tener dos canciones de este álbum en el número 1 de la lista Billboard Hot Dance Club Play.

«Let There Be Love» combina una multitud de géneros, incluyendo dance, dance-pop, electrónica, dance-electrónica, euro-dance y trance (canción de música inspirada). Fue escrita por Kotecha, Amber, Max Martin y Shellback, producida por los dos últimos. Obtuvo críticas positivas de los críticos de música llamándolo "fresco y divertido", además de argumentar que era mejor esta canción para sencillo principal del álbum Lotus que la canción «Your Body» (sencillo principal).
El día del lanzamiento del álbum inmediatamente la canción logró entrar al top 100 de iTunes, gracias a esto «Let There Be Love» debutó en la lista Gaon Chart de Corea del Sur en el número 52 debido a las ventas de descargas digitales de 21 945. En los Estados Unidos, la canción alcanzó el número 1 en la lista Billboard Hot Dance Club Play, convirtiéndose en la canción más sonada en las discotecas de Estados Unidos. Además al alcanzar dicho puesto «Let There Be Love» se convirtió en la séptima canción de Aguilera en alcanzar dicho puesto junto con «Beautiful», «Ain't No Other Man», «Hurt», «Not Myself Tonight», «You Lost Me» y «Your Body», esta última proveniente del mismo álbum y primer sencillo de este. Cabe señalar que al mismo tiempo que «Let There Be Love» lideraba la lista Dance/Club Play Songs otras canciones de Aguilera como «Feel This Moment» y «Hoy tengo ganas de ti» se encontraban en algunas listas de la revista Billboard, la misma que contabiliza la de Dance/Club Play Songs.
Aguilera se presentó en los American Music Awards 2012 presentada por Gloria Estefan para interpretar «Lotus intro», «Army of Me» y «Let There Be Love».
| Después de que RCA Records (disquera de Aguilera) no quisiera promocionar el álbum después del primer sencillo, Aguilera realizó un videoclip casero hecho por ella misma para sus fanáticos. Agregando que el videoclip era solo para ellos (fans). |

A finales del mes de agosto de 2013 se estrenó el vídeo musical de «Let There Be Love», pero el vídeo se estrenó en la cuenta personal de la cantante y no en VEVO como se acostumbra, ya que RCA Records (disquera de Aguilera) se negara promocionar el álbum de la misma. Previamente una noche de 28 de agosto de 2013, Christina Aguilera dependiente subió paralelamente a su cuenta de Facebook y Twitter una carta dedicada a sus fanáticos. Poniendo como título "From my heart to yours… #LetThereBeLove" (en español: Desde mi corazón para ustedes... #DejaQueHayaAmor". La carta habla y da entender de amarse a sí mismo y que no se dejen destruir. Asimismo cita en un párrafo lo siguiente: "Asimismo agregó de como con cantantes comerciales abundan en la música actual "Es fácil, con el tiempo, dejarse atrapar por el "aspecto comercial" de todo y es triste que a veces olvidemos el verdadero propósito y naturaleza de la misma, para empezar. La música un artista de verdad no pueden ser definidos por los "charts", o por una reseña o por los premios que ganan. Así que no se desanimen ni se rindan si ese tipo de cosas no suceden. Es bueno cuidar, pero siendo recompensado por cosas materiales, eso no es por lo que sigo en este negocio" agregó Christina Aguilera, y con esto dio entender la mala racha por la que estaba pasando actualmente en la música —excluyendo los éxitos de colaboración como "Moves like Jagger" con el grupo Maroon 5, "Feel This Moment" con el cubano Pitbull y "Hoy tengo ganas de ti" con el cantante mexicano Alejandro Fernández—. Por otra parte, con el paso de la carta se va hablando de lo bueno que es intentarlo y así lograr lo deseado y no solo quedarse con las ganas. En varias ocasiones Christina deja en claro que se "es único" citando en un párrafo la famosa frase "Somos muy hermosos. No importa lo que digan" de su legendaria canción de 2002, "Beautiful". Una nota adicional al final de la carta que dejó Aguilera fue:

El espejo en frente del odio, es siempre un reflejo feo de uno mismo interno.
Es una proyección que proviene de un lugar de los propios problemas consigo mismos.
Pero esa no es nuestra lucha. Otros tienen que darse cuenta de eso por su cuenta. No es asunto nuestro meternos con sus defectos.
Christina Aguilera.

En el vídeo musical casero se ven varias personalidades del espectáculo haciendo señales con los dedos de forma de "L" como la hija del famoso Lionel Richie, Nicole Richie (personalidad de televisión y amiga íntima de Christina Aguilera), también se puede observar a Chris Mann y Christina Milian. Al igual que el pequeño hijo de Aguilera, Max Liron, y los bailarines y amigos de la cantante que la han acompañado a las giras Christina Aguilera: In Concert Tour, Stripped World Tour y la última Back to Basics Tour.

## Recepción

### Crítica

En su reseña, Rolling Stone sostuvo que el álbum perdió la oportunidad de conectar la música de Aguilera con su presencia en la televisión.

Lotus recibió críticas generalmente variadas de los críticos de música. En Metacritic, el álbum recibió un promedio de calificación de 56/100 lo que indica "críticas mixtas o promedio" basado en 10 opiniones. Jon Rolan de la revista Rolling Stone lo llamó un "vitriolo-tsunami de un expediente" además de sostener que Christina Aguilera tiene una sola religión — "el culto de la voz" y finalizó con que "el álbum perdió la oportunidad de conectar la música de Aguilera con su presencia en la televisión". Sarah Rodman de The Boston Globe calificó como "un buen comienzo en el esfuerzo por centrar la atención en las habilidades de Aguilera", pero observó que "varias pistas que suenan sin pensar repetitiva como sedentarios". Annie Zaleski de The AV Club consideraron que el álbum "suele jugar a lo seguro", "embrutecimiento su voz, la letra por el bien de melodías ligeras o de las tendencias prevalecientes". Jon Caramanica de The New York Times consideró que la dirección convencional del álbum es "su crimen más grande, más que su musical unadventurousness o su énfasis en suaves autoayuda letra o su renuencia a apoyarse en la voz de la Sra. Aguilera, lo que la hace especial". Andrew Hampp de Billboard elogió Aguilera por "traer su voz frente y al centro en el que a menudo silenciado en Bionic, y vieron que Lotus en gran parte se beneficia de toda la ampulosidad -. Aguilera no ha sonado tan divertido y lleno de energía en años".
El sitio importante de All Music le otorgó 4/5 estrellas al igual que el álbum anterior Bionic (2010). That Grape Juice le dio un total de 4/5 estrellas, además que lo catalogó como uno de los mejores Discos Pop de los últimos tiempos. Digital Spy lo calificó como “Favorable”. 4Music lo calificó con 4.5/5 estrellas, además de dar un resumen favorable de cada una de las canciones. Entertainment Weekly le dio “A-”. Slant Magazine le dio un total de 3/5 estrellas.

### Comercial
El álbum debutó en la posición número 7 en la lista más importante de los Estados Unidos llamada Billboard 200 llegando vender 73 000 copias en la primera semana, lo que significó ventas moderadas comparado con su álbum anterior Bionic (2010) el cual vendió más de 110 000 copias en su primera semana, sin embargo con el álbum Lotus, Aguilera logró mantener su estatus en tener todos sus álbumes de estudio dentro del top 10 de dicha lista. No obstante, registró el debut más modesto hecho por un álbum de estudio de Aguilera, Lotus en su segunda semana disminuyó sus ventas en 23% (54,000 copias) las cuales aumentaron durante la promoción de las canciones en The Voice. Hasta enero del 2013, las canciones del álbum vendieron 1.115.000 descargas en el país según Nielsen Soundscan.
En algunos como Estados Unidos, Canadá, México, Argentina, Suiza y Rusia debutó dentro del Top 7 en los conteos principales de estos países. Por otra parte, el álbum logró ser certificado disco de oro en Estados Unidos y Canadá, por pasar las 500.000 y 40.000 copias vendidas respectivamente.

### Reconocimientos

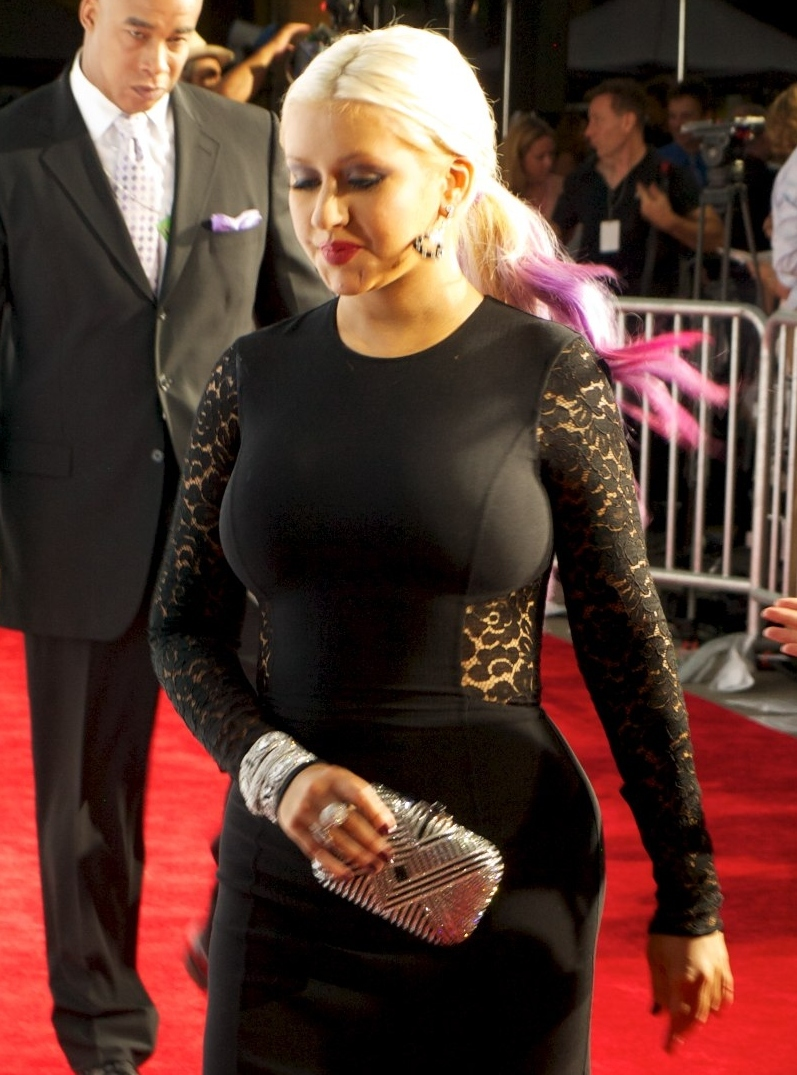
Justo antes de los reconocimientos de este álbum, Aguilera recibió un premio por su filantropía en los ALMA Awards.

El álbum recibió candidaturas en los premios World Music Awards en las categorías World's Best Album por Lotus, World's Best Video y World's Best Song por «Your Body» y World's Best Female Artist por ella misma (Christina Aguilera). La cadena E! Entertainment Television escogió a Christina Aguilera como unas de las mejores celebridades del 2012 gracias a su álbum Lotus y a su programa de televisión The Voice. Además la revista Time incluyó a Christina Aguilera como una de las 100 personas más influyentes del mundo de 2013, donde aparte de Aguilera solo aparecen los cantantes Beyoncé, Justin Timberlake y Jay Z. La reseña de dicho artículo estaba encargada por la cantante Céline Dion, algunas frases fueron:

La primera vez que escuché a Christina Aguilera como canta me quedé impresionada. Me encanta la forma en que canta. Su tono de voz es hermoso, y su voz tiene mucho poder, con tanta sensibilidad y técnicamente, creo, ella es perfecta. Sin lugar a dudas, es una de las artistas más talentosos que el mundo haya visto y oído, y creo que va a seguir sorprendiéndonos por muchos, muchos años por venir.
Céline Dion.

El sitio web Fuse TV ubicó a Lotus dentro de los mejores 40 álbumes de 2012 en el puesto 4. En cuanto al primer sencillo del álbum, «Your Body», ganó varias encuestas entre ellas la revista Billboard por encontrar a la Mejor Canción del Momento, contra «Diamonds» de Rihanna, «Begin Again» de Taylor Swift y «Die Young» de Kesha. Según los lectores de la edición internacional de la revista Glam'mag, en su edición de abril de 2013, Aguilera es la cantante más sexy del mundo por tercer año consecutivo (2011-2012-2013). La lista presenta a las 100 mujeres más sexys del 2012, las cuales fueron elegidas por más de 130 mil personas.
A mediados del 2013, el sitio web de la cadena VH1 incluyó la portada de Lotus dentro de la lista "30 hottest and sexiest album covers of all time" (en español: 30 portadas de discos más sexys de todos los tiempos) en el número 25, cabe señalar que también escogió a la portada de su álbum del 2002 Stripped en el número 5.
Por otro lado, a finales del año 2013 la revista Billboard catalogó a Christina Aguilera como la segunda más escuchada y bailable en los clubes/antros de Estados Unidos en todo el año 2013 detrás de Rihanna gracias a la mayoría de las canciones de este álbum "Your Body", Just a Fool, Feel This Moment y Let There Be Love" —las cuales se posicionaron en el número 1, y además la última se colocó como la canción más tocada en los clubes/antros del país del año 2013—.

## Lista de canciones
| Edición estándar |                                         | |                                           |          |  |
| N.º              | Título                                  | Escritor(es)                                                                                       | Productor(es)                             | Duración |  |
| 1.               | «Lotus Intro»                           | Christina Aguilera, Dwayne Abernathy, Alexander Grant, Candice Pillay                              | Alex da Kid, Dem Jointz, Aguilera, Pillay | 3:18     |  |
| 2.               | «Army of Me»                            | Aguilera, Jamie Hartman, David Glass, Phil Bentley                                                 | Tracklacers, Hartman, Aguilera            | 3:27     |  |
| 3.               | «Red Hot Kinda Love»                    | Aguilera, Lucas Secon, Olivia Waithe                                                               | Secon                                     | 3:06     |  |
| 4.               | «Make the World Move» (con CeeLo Green) | Grant, Pillay, Abernathy, Mike Del Rio, Jayson DeZuzio, Thomas DeCarlo Callaway, Armando Trovajoli | Alex da Kid, Pillay, Aguilera             | 3:00     |  |
| 5.               | «Your Body»                             | Max Martin, Shellback, Savan Kotecha, Tiffany Amber                                                | Martin, Shellback                         | 3:59     |  |
| 6.               | «Let There Be Love»                     | Martin, Shellback, Kotecha, Bonnie McKee, Oliver Goldstein, Oscar Holter, Jakke Erixson            | Martin, Shellback                         | 3:21     |  |
| 7.               | «Sing for Me»                           | Aguilera, Aeon Manahan, Virginia Blackmore                                                         | Manahan                                   | 4:01     |  |
| 8.               | «Blank Page»                            | Aguilera, Chris Braide, Sia Furler, Jenna Crush                                                    | Braide                                    | 4:05     |  |
| 9.               | «Cease Fire»                            | Aguilera, Grant, Pillay                                                                            | Alex da Kid, Pillay, Aguilera             | 4:08     |  |
| 10.              | «Around the World»                      | Aguilera, Dwayne "Supa Dups" Chin-Quee, Jason "JG" Gilbert, Ali Tamposi                            | Chin-Quee, Gilbert                        | 3:25     |  |
| 11.              | «Circles»                               | Aguilera, Grant, Pillay, Abernathy                                                                 | Alex da Kid, Pillay, Aguilera             | 3:26     |  |
| 12.              | «Best of Me»                            | Aguilera, Grant, Pillay, DeZuzio                                                                   | Alex da Kid, Pillay, Aguilera             | 4:08     |  |
| 13.              | «Just a Fool» (con Blake Shelton)       | Steve Robson, Claude Kelly, Wayne Hector                                                           | Robson, Kelly, Aguilera                   | 4:14     |  |
| 47:30            |                                         | |                                           |          |  |

| Edición de lujo — Pistas adicionales |                                   |                                                           |                     |          |  |
| N.º                                  | Título                            | Escritor(es)                                              | Productor(es)       | Duración |  |
| 14.                                  | «Light Up the Sky»                | Aguilera, Grant, Pillay                                   | Alex da Kid, Pillay | 3:31     |  |
| 15.                                  | «Empty Words»                     | Aguilera, busbee, Nikki Flores, Ali Tamposi               | Busbee              | 3:47     |  |
| 16.                                  | «Shut Up»                         | Aguilera, Grant, Pillay, Abernathy, Del Rio, Nate Campany | Alex da Kid, Pillay | 2:53     |  |
| 17.                                  | «Your Body» (Martin Garrix Remix) | Martin, Shellback, Kotecha, Amber                         | Martin, Shellback   | 5:12     |  |
| 62:51                                |                                   |                                                           |                     |          |  |

Notas
- «Lotus Intro» contiene elementos de «Midnight City» de M83.
- «Red Hot Kinda Love» contiene elementos de «The Whole World Ain't Nothing But a Party», interpretada por Mark Radice y «54-46 Was My Number», interpretada por Toots and the Maytals.
- «Make the World Move» contiene una porción de la composición «Let's Find Out», escrita por Armando Trovajoli.

## Listas

### Semanales
| América        |                             |    |
| Canadá         | Lista Canadiense de Álbumes | 7  |
| Estados Unidos | Billboard 200               | 7  |
| Estados Unidos | Digital albums              | 6  |
| México         | Amprofon Top 20 Inglés      | 6  |
| Argentina      | CAPIF                       | 2  |
| Europa         |                             |    |
| Rusia          | Lista Rusa de Álbumes       | 6  |
| Alemania       | Top 100 Albums              | 1  |
| Austria        | Ö3-Hitparade                | 1  |
| Suecia         | Lista Sueca                 | 3  |
| Suiza          | Lista Suiza                 | 10 |
| Bélgica        | Top 100 Ultratop            | 2  |
| Bélgica        | Top 100 Albums Valonia      | 2  |
| Francia        | SNEP Top 200 Albums         | 7  |
| España         | Promusicae Top 100 Albums   | 5  |
| Grecia         | Top 50 Albums               | 14 |
| Irlanda        | Top 100 Albums              | 1  |
| Italia         | Top 100 Albums              | 12 |
| Países Bajos   | Dutch Charts                | 12 |
| Portugal       | Lista Portuguesa            | 2  |
| Reino Unido    | Top 75 Albums               | 2  |
| Oceanía        |                             |    |
| Australia      | ARIA                        | 1  |
| Nueva Zelanda  | RIA NZ                      | 2  |

### Anuales
| País           | Lista (2013)  | Posición |
| -------------- | ------------- | -------- |
| Estados Unidos | Billboard 200 | 117      |

## Certificaciones
| País              | Organismo certificador | Certificación    | Ventas certificadas | Simbolización | Ref.    |
| ----------------- | ---------------------- | ---------------- | ------------------- | ------------- | ------- |
| América del Norte |                        |                  |                     |               |         |
| Estados Unidos    | RIAA                   | Disco de Oro     | 500 000             |               | [ 117 ] |
| Canadá            | CRIA                   | Disco de Oro     | 40 000              |               | [ 118 ] |
| Eurasia           |                        |                  |                     |               |         |
| Rusia             | NFPF                   | Disco de platino | 20 000              |               | [ 119 ] |

## Premios y nominaciones
| Año                    | Premiación             | Premio                         | Nominación  | Resultado | Ref.    |
| ---------------------- | ---------------------- | ------------------------------ | ----------- | --------- | ------- |
| Nominaciones y premios |                        |                                |             |           |         |
| 2012                   | Fuse TV                | Vídeo del año                  | «Your Body» | Ganador   | [ 14 ]  |
| 2013                   | World Music Awards     | Mejor Álbum                    | Lotus       | Ganador   | [ 120 ] |
| 2013                   | World Music Awards     | Mejor Vídeo                    | «Your Body» | Nominado  | [ 121 ] |
| 2013                   | World Music Awards     | Mejor Canción                  | «Your Body» | Nominado  | [ 122 ] |
| 2013                   | World Music Awards     | Mejor Artista Femenina         | Ella Misma  | Nominado  | [ 123 ] |
| 2013                   | People's Choice Awards | People's Voice                 | Ella Misma  | Ganador   | [ 23 ]  |
| 2014                   | VEVOCertified Awards   | 100 millones de reproducciones | «Your Body» | Ganador   | [ 124 ] |

## Historial de lanzamiento
| Región                   | Fecha                   | Formato              | Edición          | Casa productora  |
| ------------------------ | ----------------------- | -------------------- | ---------------- | ---------------- |
| Historial de lanzamiento |                         |                      |                  |                  |
| Austria                  | 9 de noviembre de 2012  | CD, Descarga digital | Standard, deluxe | Sony Music       |
| Alemania                 | 9 de noviembre de 2012  | CD, Descarga digital | Standard, deluxe | Sony Music       |
| Suiza                    | 9 de noviembre de 2012  | CD, Descarga digital | Standard, deluxe | Sony Music       |
| Taiwán                   | 9 de noviembre de 2012  | CD, Descarga digital | Deluxe           | Sony Music       |
| Reino Unido              | 12 de noviembre de 2012 | CD, Descarga digital | Deluxe           | RCA Records      |
| Brasil                   | 13 de noviembre de 2012 | CD, Descarga digital | Standard, deluxe | Sony Music       |
| Argentina                | 13 de noviembre de 2012 | CD, Descarga digital | Standard         | Sony Music       |
| Estados Unidos           | 13 de noviembre de 2012 | CD, Descarga digital | Standard, deluxe | RCA Records      |
| Reino Unido              | Standard                | CD, Descarga digital |                  | RCA Records      |
| Suecia                   | 14 de noviembre de 2012 | Deluxe               | Sony Music       |                  |
| México                   | 15 de noviembre de 2012 | Deluxe               | Sony Music       | Descarga digital |
| México                   | 16 de diciembre de 2012 | Deluxe               | Sony Music       | CD               |
| Australia                | 16 de noviembre de 2012 | Deluxe               | Sony Music       | Descarga digital |
| Nueva Zelanda            | 16 de noviembre de 2012 | Deluxe               | Sony Music       | Descarga digital |
| Japón                    | 21 de noviembre de 2012 | Standard             | Ariola Japan     | Descarga digital |

## Personal
- Vocal - Christina Aguilera
- Coros de acompañamiento - Christina Aguilera, Candice Pillay, Max Martin, Aimée Proal, Shellback
- Artistas destacados - Cee Lo Green, Blake Shelton
- Productores - Alex da Kid, Chris Braide, Busbee, Mike Del Rio, Jayson DeZuzio, Dem Jointz, *Jason Gilbert, Jamie Hartman, Aeon "Step" Manahan, Max Martin, Steve Robson, Lucas Secon, Marinero, Supa Dups, Tracklacers
- Productores Vocal - Christina Aguilera, Claude Kelly, Candice Pillay
- Productor ejecutivo - Christina Aguilera
- Teclados - Chris Braide, Steve Daly, Jon Keep, Max Martin, Steve Robson, Marinero
- Cuerdas - Alisha Bauer, Marisa Kuney, Songa Lee, Rodney Wirtz
- Arreglos de cuerda - Chris Braide, Jamie Hartman, Steve Robson, Pete Whitfield
- Bajo - J Browz, Tyler Chester, Steve Daly, John Garrison
- Sintetizadores - Steve Daly, Jon Mantenga
- Programación - Chris Braide, Aeon "Step" Manahan, Steve Robson, Lucas Secon, Marinero
- Ingenieros - John Hanes, Pete Hofmann, Sam Holland, Josh Mosser, Sam Miller, Oscar Ramírez, *Lucas Secon, Shellback, Justin Stanley,
- Vocal ingenieros - Scott Hendricks, Sam Holland, Graham Marsh, Oscar Ramírez
- Ingeniero auxiliar - Phil Seaford
- A&R - Christina Aguilera, Keith Naftaly
- Fotografía - Enrique Badulescu